# 헬레노스

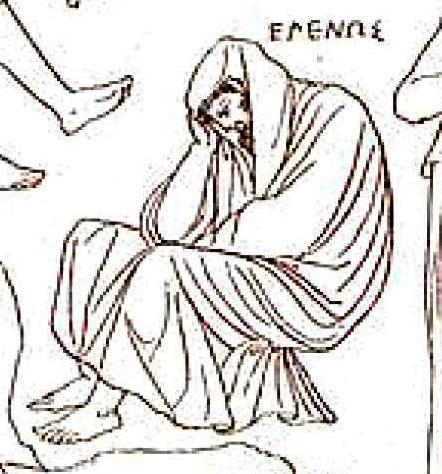

헬레노스(고대 그리스어: Ἕλενος)는 그리스 신화에서 트로이아의 왕자이다. 트로이아의 왕 프리아모스와 왕비 헤카베사이에서 카산드라와 쌍둥이로 태어났다.
카산드라와 마찬가지로 헬레노스에게는 아폴론이 예언의 능력을 주었다고 한다. 그러나 카산드라는 아폴론의 동침요구를 거부하는 바람에 예언은 하되 사람들이 그녀의 말을 믿지 않게 되었지만 헬레노스의 예언은 그렇지 않았다. 헬레노스는 예언자일 뿐만 아니라 형 헥토르, 파리스, 데이포보스등과 함께 그리스 군을 맞아 싸우는 무장이기도 했다.
형 파리스가 죽고나서 그는 형의 미망인 헬레네를 두고 데이포보스와 경쟁했는데 헬레네가 데이포보스의 아내가 되자 실망하여 아다 산으로 들어가 있었다. 나중에 오딧세우스가 아다 산에서 그를 사로잡았다. 그리스군은 그에게 어떻게 하면 트로이아를 멸망시킬 수 있는지 예언을 하게 했는데 그는 다음과 같은 세가지 조건을 예언했다고 한다.
1. 트로이아의 팔라디움인 아테나여신상을 훔칠 것.
2. 헤라클레스의 활과 화살을 가져올 것
3. 아킬레우스의 아들 (네오프톨레모스)이 전쟁에 참가할 것.

다른 전승에서 그는 트로이아의 또다른 왕자 토로일로스가 20살이 되기 전에 죽으면 그리스군이 승리할 것이라고 예언했다고도 한다. 트로일로스는 네오프톨레모스에게 죽었다.
트로이아가가 함락되고 나서 네오프톨레모스는 안드로마케를 첩으로 삼아 에페이로스로 데려갔는데 이때 헬레노스도 에페이로스로 가서 네오프톨레모스의 가신이 되었고 부트륀트라는 도시를 세웠다. 나중에 네오프톨레모스가 죽고 나자 헬레노스는 안드로마케와 결혼하여 세스트로노스라는 아들을 낳았다.

## 같이 보기
- 비블리오테케
- 다레스 프리기누스
- 에우리피데스
- 가이우스 율리우스 히기누스
- 마르쿠스 툴리우스 키케로
- 파우사니아스 (지리학자)
- 베르길리우스
- 소포클레스